# Березовка (Благовіщенський район)
Бере́зовка (рос. Берёзовка, башк. Березовка) — присілок у складі Благовіщенського району Башкортостану, Росія. Входить до складу Тугайської сільської ради.